# 도리스 (소아시아)

소아시아와 도리아 지역의 그리스인 거주지, 파란색

도리스(Doris) 또는 도리아 헥사폴리스(Doric Hexapolis)는 소아시아 남서쪽의 인근 섬들에 있던 도리아인들의 여섯 도시의 연맹체이다.

## 지역
대체로 지역 공동체인 ‘도리스’라고 불렸으며, 다음과 같은 지역을 포함한다.
- 코스(코스섬)
- 크니도스(카리아)
- 할리카르나소스(카리아)
- 린도스(로도스섬)
- 이알리소스(로도스섬)
- 카미로스(로도스섬)

이 6개의 회원 도시들은 크니도스 근처의 트리오피아 곶에서 아폴론 신을 기리기 위해 축제와 경기를 같이 치루었다. 이 경기의 우승자는 놋쇠로 된 삼각대를 받았으며, 우승자는 이것을 아폴론 신전에 봉헌해야 했다. 할리카르낫소스는 이 대회에서 배제되었는데, 시민들 중 한 명이 이 삼각대를 아폴로 신전에 바치기 전에 자신의 집으로 가져가버렸기 때문이었다. 그리하여 헥사폴리스는 도리아 펜타폴리스가 되었다.
대 플리니우스는 바다에 접하는 부분을 제외하고 모든 방향으로 카리아에게 둘러싸여 있다고 언급하고 있다. 그는 도리스를 크니도스에서부터 만들기 시작하게 했다. 도리스 만에, 그는 레우코폴리스, 하마키토스 등을 배치하였다. 학자들 사이에 대 플리니우스가 말한 이 두 만이 어느 곳인지를 밝히려는 시도가 있었으며, 확률이 더 높은 곳은 케라믹 만(현재의 고코바 만)일 것이라고 추정하고 있다. 투키디데스가 지적한 대 플리니우스가 말한 도리아인이 점령한 도리스는 나라의 이름이 아니라 카리아 인들의 이웃에 있는 소아시아의 일부 지역을 차지하고 있는 민족인 도리아인의 이름이었으며, 할리카르낫소스와 케라모스, 크니도스에 자리잡고 있었다.
도리스라는 용어는 소아시아 지역에만 한정되었으며, 다른 저자들에게서는 등장하지 않는다.